# Mauritiusi labdarúgó-szövetség
A mauritiusi labdarúgó-szövetség (rövidítve: MFA) Mauritius nemzeti labdarúgó-szövetsége. A szervezetet 1952-ben alapították, 1962-ben csatlakozott a Nemzetközi Labdarúgó-szövetséghez, 1963-ban pedig az Afrikai Labdarúgó-szövetséghez. A szövetség szervezi a Mauritiusi labdarúgó-bajnokságot. Működteti a férfi valamint a női labdarúgó-válogatottat.